# Campionati del mondo di ciclismo su strada 1994 - Cronometro maschile Elite
La cronometro maschile Elite dei Campionati del mondo di ciclismo su strada 1994 fu corsa il 25 agosto 1994 in Italia, con arrivo a Catania, su un percorso di 42 km. L'oro andò al britannico Chris Boardman, che vinse con il tempo di 49'34" alla media di 50,832 km/h, l'argento all'italiano Andrea Chiurato e terzo fu il tedesco Jan Ullrich.
Partenza ed arrivo con 57 ciclisti.

## Classifica
| Pos. | Corridore              | Squadra              | Tempo    |
| ---- | ---------------------- | -------------------- | -------- |
| 1    | Chris Boardman         | Gran Bretagna        | 49'34"   |
| 2    | Andrea Chiurato        | Italia               | a 48"    |
| 3    | Jan Ullrich            | Germania             | a 1'51"  |
| 4    | Erik Breukink          | Paesi Bassi          | a 2'03"  |
| 5    | Abraham Olano          | Spagna               | a 2'16"  |
| 6    | Nico Emonds            | Belgio               | a 2'19"  |
| 7    | Thierry Marie          | Francia              | a 2'32"  |
| 8    | Henk Vogels            | Australia            | a 2'41"  |
| 9    | Zenon Jaskuła          | Polonia              | a 2'51"  |
| 10   | Michael Rich           | Germania             | a 3'05"  |
| 11   | Jan Karlsson           | Svezia               | a 3'09"  |
| 12   | Melchor Mauri          | Spagna               | a 3'18"  |
| 13   | Alex Zülle             | Svizzera             | a 3'21"  |
| 14   | Stephen Hodge          | Australia            | a 3'27"  |
| 15   | František Trkal        | Repubblica Ceca      | a 3'32"  |
| 16   | Magnus Åström          | Svezia               | a 3'37"  |
| 17   | Scott Mercier          | Stati Uniti          | a 3'43"  |
| 18   | Nico Mattan            | Belgio               | a 3'51"  |
| 19   | Serhij Hončar          | Ucraina              | a 3'50"  |
| 20   | Luca Colombo           | Italia               | a 4'02"  |
| 21   | Evgenij Berzin         | Russia               | a 4'19"  |
| 22   | Servais Knaven         | Paesi Bassi          | a 4'32"  |
| 23   | Henrik Jacobsen        | Danimarca            | a 4'34"  |
| 24   | Artūras Kasputis       | Lituania             | a 4'36"  |
| 25   | Pavel Padrnos          | Repubblica Ceca      | a 4'38"  |
| 26   | Eddy Seigneur          | Francia              | a 4'41"  |
| 27   | Jan Bo Petersen        | Danimarca            | a 4'41"  |
| 28   | Rubén Antonio Pegorín  | Argentina            | a 4'47"  |
| 29   | Ruslan Ivanov          | Moldavia             | a 5'03"  |
| 30   | Graeme Obree           | Gran Bretagna        | a 5'20"  |
| 31   | Roman Jeker            | Svizzera             | a 5'36"  |
| 32   | Miroslav Lipták        | Slovacchia           | a 5'41"  |
| 33   | Julio César Ortegón    | Colombia             | a 5'42"  |
| 34   | Bernard Bocian         | Polonia              | a 5'44"  |
| 35   | Jacques Landry         | Canada               | a 5'46"  |
| 36   | Philip Collins         | Irlanda              | a 5'50"  |
| 37   | Miika Hietanen         | Finlandia            | a 5'54"  |
| 38   | Clay Moseley           | Stati Uniti          | a 5'55"  |
| 39   | Ihar Patenka           | Bielorussia          | a 6'06"  |
| 40   | Stig Kristiansen       | Norvegia             | a 6'12"  |
| 41   | Sandi Papež            | Slovenia             | a 6'21"  |
| 42   | Sergej Ižboldin        | Russia               | a 6'23"  |
| 43   | Gorazd Štangelj        | Slovenia             | a 6'38"  |
| 44   | Igor Bonciucov         | Moldavia             | a 6'40"  |
| 45   | Markus Pinggera        | Austria              | a 6'59"  |
| 46   | Kari Myyryläinen       | Finlandia            | a 7'13"  |
| 47   | Volodymyr Duma         | Ucraina              | a 7'42"  |
| 48   | Raúl Montaña           | Colombia             | a 8'12"  |
| 49   | Gyorgy Imris           | Ungheria             | a 8'38"  |
| 50   | Dietmar Müller         | Austria              | a 8'47"  |
| 51   | Attila Szabó           | Ungheria             | a 10'59" |
| 52   | Samir Kovačević        | Bosnia ed Erzegovina | a 11'10" |
| 53   | Christian Kouyoumdjian | Libano               | a 11'19" |
| 54   | Agim Tafili            | Albania              | a 12'35" |
| 55   | Agim Paja              | Albania              | a 13'00" |
| 56   | Refik Ramić            | Bosnia ed Erzegovina | a 13'09" |
| 57   | Abdelwahed Latrach     | Marocco              | a 13'18" |